# Sorrow (canción de The McCoys)
«Sorrow» es una canción grabada por the McCoys en 1965 y lanzado como lado B del cover de «Fever». Se convirtió en un gran éxito en el Reino Unido con una versión hecha por the Merseys, alcanzando el #4 en las listas de sencillos británicos el 28 de abril de 1966.
Un verso de la canción – «With your long blonde hair and your eyes of blue» – es usada en la canción de the Beatles, «It's All Too Much», la cual fue incluida en el álbum de 1969, Yellow Submarine.

## Versión de the Merseys
La versión de the Merseys tiene un ritmo más rápido que la versión original de the McCoys. Propulsado por la percusión de Clem Cattini que presenta un poderoso arreglo de cuernos (probablemente el trabajo de John Paul Jones). Los cuernos también toman el solo que, en la versión de the McCoys, es interpretada en una armónica.

## Versión de David Bowie

### Antecedentes
Bowie grabó "Sorrow" en julio de 1973 en Château d'Hérouville en Hérouville, Francia. Fue el único sencillo publicado en el Reino Unido de su álbum Pin Ups, alcanzando el número 3 en las listas de sencillos británicas, permaneciendo por casi 15 semanas. También se convirtió en el éxito número 1 en Australia, donde se posicionó por dos semanas en febrero de 1974.

### Versiones en vivo
- Una presentación en vivo durante la gira de Serious Moonlight, filmada el 12 de septiembre de 1983, fue incluida en Serious Moonlight y en la caja recopilatoria Loving the Alien (1983–1988).[7]
- Una interpretación en vivo durante la tercera etapa de la gira de Diamond Dogs, grabada en octubre de 1974, fue publicada en 2020, en I'm Only Dancing (The Soul Tour 74).[8]

### Otros lanzamientos
- La canción fue publicado como sencillo junto con "Amsterdam" como lado B el 28 de septiembre de 1973.[4]
- La canción ha aparecido en numerosos álbumes compilatorios de David Bowie:
  - Chameleon (1979)
  - The Best of Bowie (1980)
  - Sound + Vision (1989)
  - The Singles Collection (1993)
  - The Best of David Bowie 1969/1974 (1997)
  - Best of Bowie (2002)
  - The Platinum Collection (2005)
  - Nothing has changed. (2014)
  - Bowie Legacy (2016)
- La canción aparece en la banda sonora de la película de 2008, War, Inc.

### Lista de canciones
1. "Sorrow" – 2:53
2. "Amsterdam" – 3:27

### Créditos
Créditos adaptados desde las notas del álbum.
- David Bowie – voz principal, guitarra acústica, saxofón
- Mick Ronson – guitarra eléctrica, coros
- Mike Garson – piano
- Trevor Bolder – bajo eléctrico
- Aynsley Dunbar – batería
- Geoff MacCormack – coros

### Posicionamiento
| Gráficas (1973)                       | Pico de posición |
| ------------------------------------- | ---------------- |
| Australian Singles Chart              | 1                |
| Irish Singles Chart                   | 2                |
| Bélgica (Valonia) (Ultratop 50)       | 7                |
| Spain (Los 40 Principales)            | 7                |
| Iceland Singles Chart                 | 3                |
| French Singles Chart                  | 7                |
| New Zealand Singles Chart             | 1                |
| South African Singles Chart           | 1                |
| Reino Unido (Official Charts Company) | 3                |
| Países Bajos (Mega Single Top 100)    | 29               |
| Canadian Singles Chart                | 77               |